# 4488 Tokitada
A 4488 Tokitada (ideiglenes jelöléssel 1987 UK) a Naprendszer kisbolygóövében található aszteroida. Szuzuki Kenzó és  Urata Takesi fedezte fel 1987. október 21-én.